# Philippe de La Chièze

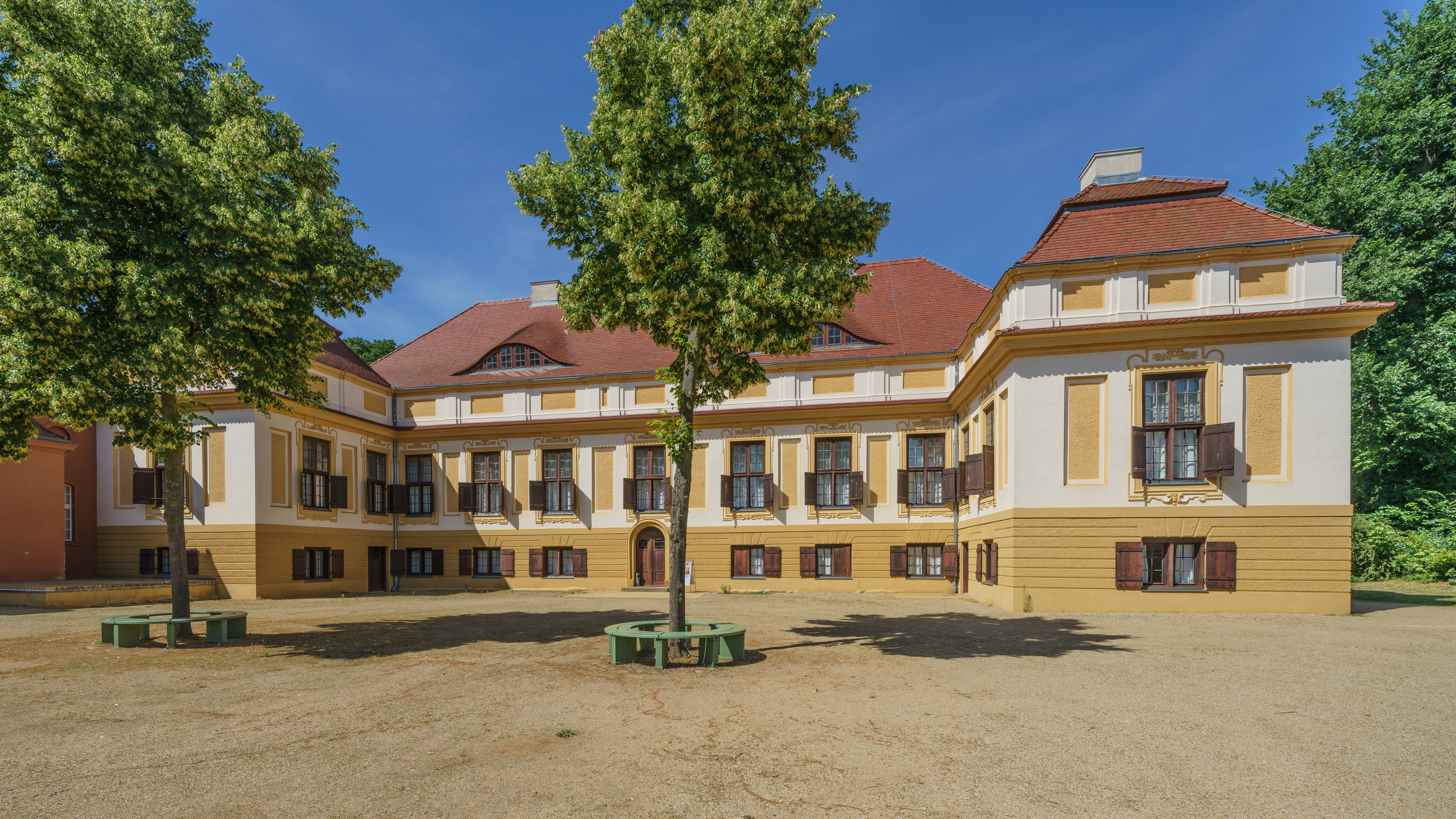
Château de Caputh.

Philippe de La Chièze, aussi appelé Philippe de Chiese, Philippe de Chièze, Philippo di Chieze, Filippo di Chieze ou Filippo di Chiefa, était un gentilhomme de la Chambre, maître d’œuvre et un quartier-maître général au service du Grand Électeur Frédéric-Guillaume Ier de Brandebourg, né en 1629 à Amersfoort et mort en 1673 à Berlin.
Sa famille serait originaire du Piémont.
Il est l'inventeur de la berline, un type d'hippomobile.